# Sârbi, Arad
Sârbi este un sat în comuna Hălmăgel din județul Arad, Crișana, România.

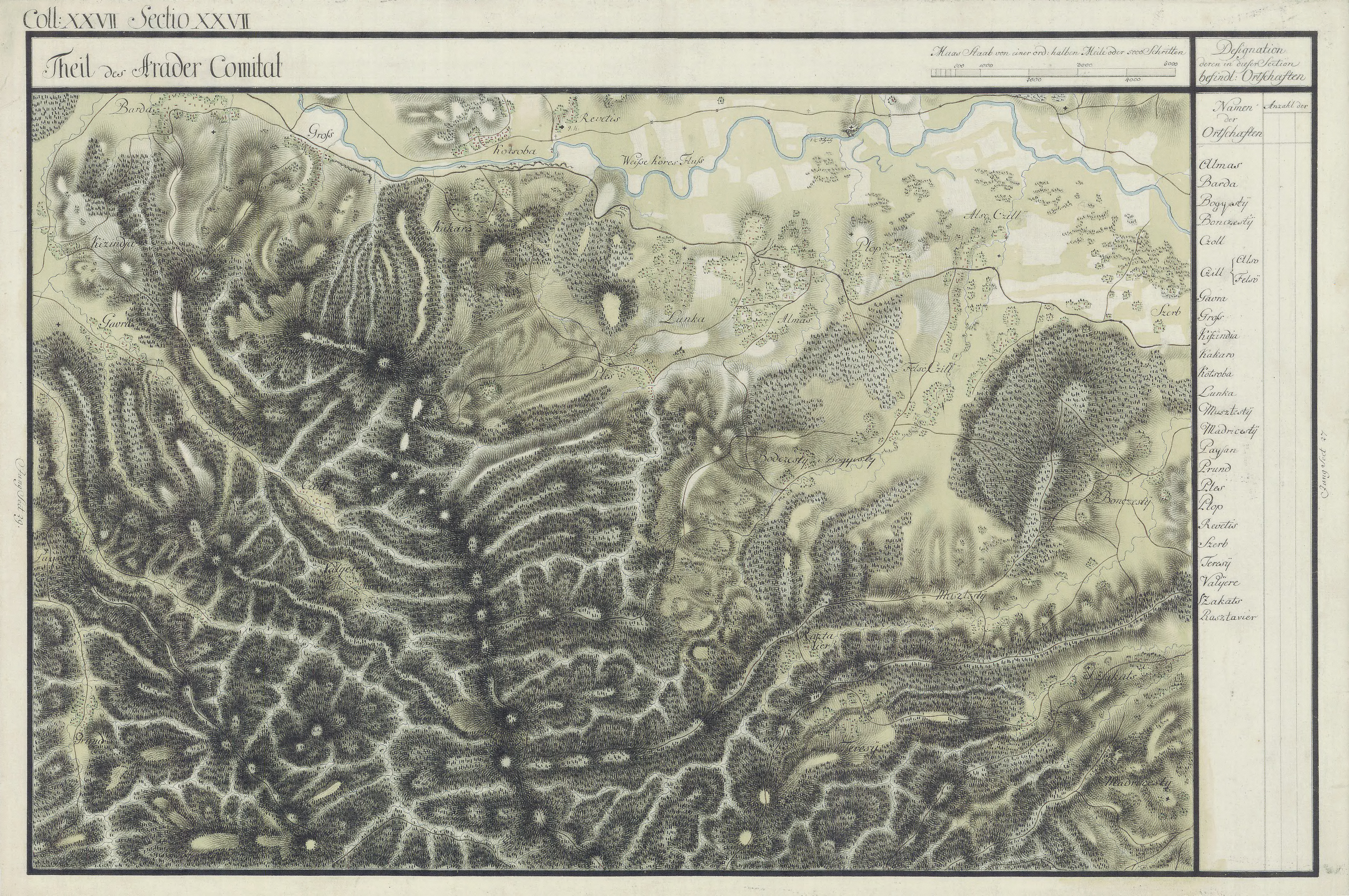
Sârbi în Harta Iosefină a Comitatului Arad, 1782-85

## Hărăști
Crângul Hărăști face parte din cătunul Luncani. Este situat în partea de nord a comunei la poalele muntelui Găina. Este situat la o altitudine de 700m pe versantul de nord al văii Găinei. Calea de acces este îngreunată din pricina faptului că din cătunul Luncani drumul lipsește.
În vara anuluii 1990 îl gospodăreau aproximativ 37 de familii, atunci fiind și apogeul crângului din punct de vedere al numarului de gospodării și al numărului de locuitori care era de aproximativ 122.
Acest număr al persoanelor și al gospodariilor din Hărăști s-a menținut până în anii '70 când a început marea migrare spre zonele de câmpie. Astăzi un singur batrân mai trăiește în crângul Hărăști.
Ceilalți s-au mutat în cimitir ori „la țară”, în câmpiile Banatului.

## Vezi și
- Biserica de lemn din Sârbi, Arad

1. 1 2  Se scufundă satele Țării moților, domol sub pământ, 12 iulie 2010, Lavinia Betea, Jurnalul Național, accesat la 3 august 2013